# Nu mă atinge-mă
Nu mă atinge-mă es una película dramática experimental rumana dirigida por Adina Pintilie. Fue proyectada en la categoría principal de la edición 68 del Festival Internacional de Cine de Berlín, donde ganó el Oso de Oro.

## Argumento

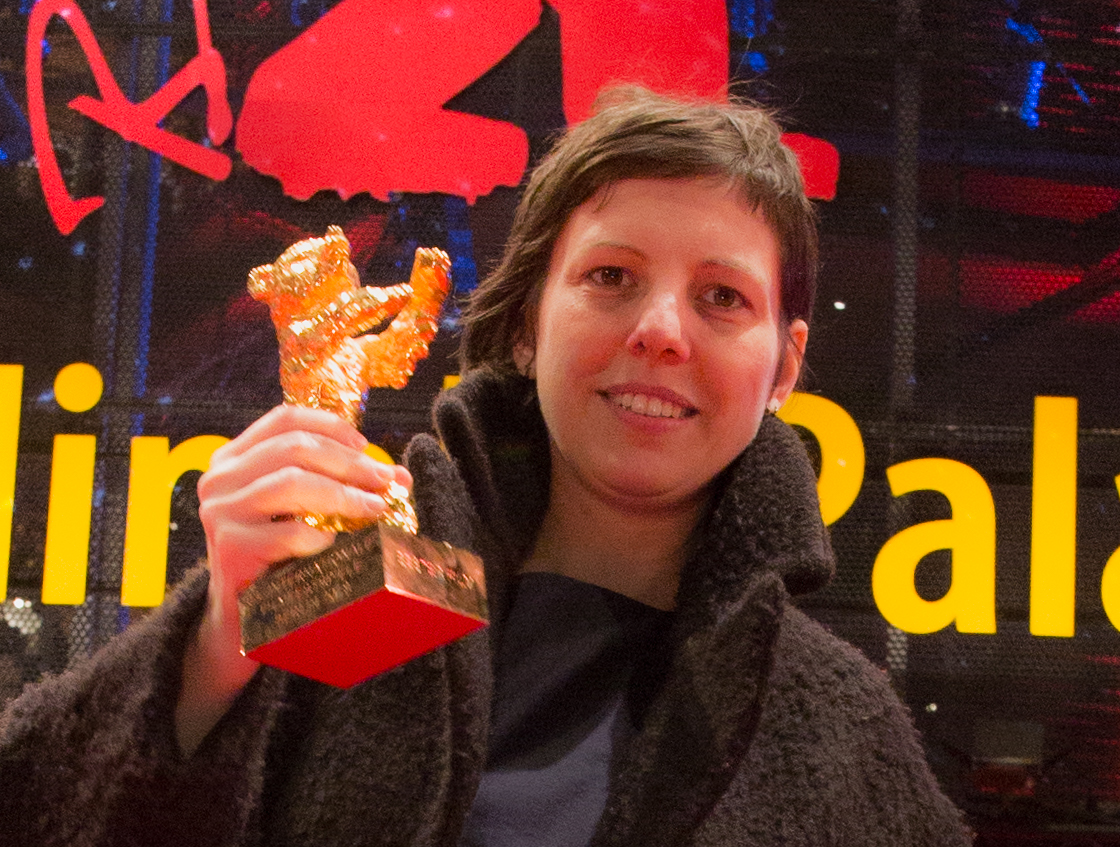
La directora de la película, Adina Pintilie.

La película está filmada en forma de documental falso, donde la directora Adina Pintilie recibe a tres personas para entrevistarlos en una parecida sesión de terapia. Una de las personas, Laura, de 50 años, suele encontrarse con varias personas para encuentros sexuales, uno de los cuales es un hombre de compañía contrata solo para verlo y masturbarse. A otra reunión con Laura se une Hanna, una mujer transexual que junto al terapeuta Seani Love hace un peep show. Tomás Lemarquis (Tudor) y Christian participan en la terapia de contacto en un hospital, donde exploran sus cuerpos e intiman. Christian es un discapacitado en silla de ruedas y se ve a sí mismo como un hombre atractivo, su deseo es ser la parte activa durante el sexo.
Tomás y su anterior amante Irmena llegan a un club sexual, donde los visitantes son sometidos a juegos sadomasoquistas. Tanto Tomás como Laura se encuentran en el club y la mujer le ofrece irse a su casa, Tomás acepta y ambos se encuentran en la cama desnudos tocándose mutuamente. Al final Adina a modo de conclusión relata que tuvo un sueño teniendo sexo con un hombre desconocido y de pronto siente la presencia de su madre. Da más comentarios sobre los límites de la intimidad, la confianza y el placer sexual, y en una escena final Laura aparece bailando desnuda.

### Elenco
- Laura Benson como Laura.[5]
- Tómas Lemarquis como Tudor.[5]
- Dirk Lange como Radu.
- Hermann Müller como Paul.
- Christian Bayerlein como Christian.[5]
- Irmena Chichikova como Mona.
- Adina Pintilie como Adina.
- Seani Love como Seani.[5]

## Recepción
El sitio de reseñas Rotten Tomatoes le dio un porcentaje de aprobación del 43% y una calificación de 6/10. El sitio Metacritic le dio una calificación de 68 sobre 100. La crítica Deborah Young del sitio web The Hollywood Reporter elogió la cinta y la describió como «una mirada abierta a la sexualidad humana», además remarcó que «aunque no todas las escenas son fascinantes, la audiencia adulta debería darse cuenta de la veracidad con la que la diversidad en la vida íntima es representada». La cinta recibió una crítica negativa por parte de Peter Bradshaw del diario británico The Guardian, la llamó «embarazosamente horrible» y «es mediocre, sin humor, estúpida y poco profunda en el tema de la intimidad humana», además agregó que la cinta le parece «una torpe forma de usar clichés acerca del BDSM, sexualidad, fetichismos y exhibicionismo», al final sentenció que «el reconocimiento obtenido en el Berlinale es una calamidad para el festival».
El sitio web IndieWire describió la cinta como «un tratado crítico de las extrañas relaciones que las personas tienen con sus cuerpos», resalta que «las escenas sexuales de Laura fueron filmadas en un ambiente austero, sin color ni muebles, haciendo la metáfora de que su vida no tiene sabor, color ni sentido». Uno de los puntos negativos que menciona la reseña son las escenas «dentro de un club underground de BDSM, donde la trama sin sentido de Tomás acosando a una ex novia se ve forzada». Al sitio web Variety en su reseña de la cinta le llamó la atención «la forma en que la directora hace uso del espacio y del sonido, y usando una narrativa no lineal para armar su trama», por otra parte considera «innecesarias y hasta un punto exagerado el uso de pistas de audio fuera de ritmo, ruidos y secuencias sin sentido».